# Kanton Mormant
Kanton Mormant (fr. Canton de Mormant) byl francouzský kanton v departementu Seine-et-Marne v regionu Île-de-France. Tvořilo ho 22 obcí. Zrušen byl po reformě kantonů 2014.

## Obce kantonu
- Andrezel
- Argentières
- Aubepierre-Ozouer-le-Repos
- Beauvoir
- Bombon
- Bréau
- Champdeuil
- Champeaux
- La Chapelle-Gauthier
- Clos-Fontaine
- Courtomer
- Crisenoy
- Fontenailles
- Fouju
- Grandpuits-Bailly-Carrois
- Guignes
- Mormant
- Quiers
- Saint-Méry
- Saint-Ouen-en-Brie
- Verneuil-l'Étang
- Yèbles